# Go Soo
Go Soo (고수?, Go SuLR; Nonsan, 4 ottobre 1978) è un attore sudcoreano.

## Biografia
Dopo essere apparso nel 1998 in alcuni video musicali, l'anno seguente Go Soo debutta in televisione partecipando al drama giovanile Gwangki trasmesso da KBS2. Continua a lavorare per la televisione finché nel 2004 approda al cinema interpretando il ruolo di un giovane poliziotto antidroga nel film Sseom che gli fa conquistare il premio Daejong come miglior attore debuttante.

## Filmografia

### Cinema
- Sseom, regia di Chang Yoon-hyun (2004)
- Baekyahaeng: Hayan eodoom sokeul geolda, regia di Park Shin-woo (2009)
- Cho-neung-ryeok-ja, regia di Kim Min-seok (2010)
- L'ultima battaglia - The Front Line (Go-ji-jeon), regia di Jang Hoon (2011)
- Ban-chang-ggo, regia di Jeong Gi-hun (2012)
- Jibeuro ganeun gil, regia di Bang Eun-jin (2013)
- Min-ussi o-neun nal (cortometraggio), regia di Kang Je-gyu (2014)
- Sang-ui-won, regia di Lee Won-suk (2014)
- Lucid Dream (Rusideu deurim), regia di Kim Joon-sung (2017)
- Seokjojeotaek Salinsagun, regia di Kim Hwi e Jung Sik (2017)
- Namhansanseong, regia di Hwang Dong-hyuk (2017)

### Televisione
- Gwangki – serial TV (1999)
- Jeompeu – serial TV (1999)
- Piano – miniserie TV (2001)
- Nam-ja-ga Sa-rang-hal Ttae – serial TV (2004)
- Green Rose (Geurin rojeu) - serial TV (2005)
- Baengmanjangja-wa gyeolhonhagi - serial TV (2005)
- Keuriseumaseue Nuni Olkkayo? – serial TV (2009)
- Hwanggeum-ui jeguk – serial TV, 24 episodi (2013)
- Ok-jung-hwa – serial TV, 51 episodi (2016)
- Hyungbuoegwa – serial TV, 32 episodi (2018)
- Meonigeim – serial TV, 16 episodi (2020)
- Missing: Geudeur-i iss-eotda – serial TV (2020)

## Riconoscimenti
- Premio Daejong
  - 2005: Miglior attore debuttante (Sseom)

- Blue Dragon Film Award
  - 2010: Candidatura a Miglior attore debuttante (Baekyahaeng: Hayan eodoom sokeul geolda)
  - 2011: Candidatura a Miglior attore (L'ultima battaglia - The Front Line)

- Baeksang Arts Award
  - 2011: Candidatura ad Attore più popolare (Cho-neung-ryeok-ja)
  - 2012: Candidatura ad Attore più popolare (L'ultima battaglia – The Front Line)

- SBS Drama Awards
  - 2013: Candidatura ad Attore di massima eccellenza in un drama di media lunghezza e a Miglior coppia (insieme con Jang Shin-young) (Hwanggeum-ui jeguk)

- APAN Star Awards
  - 2013: Candidatura ad Attore di massima eccellenza (Hwanggeum-ui jeguk)
  - 2016: Candidatura ad Attore di massima eccellenza in un serial drama (Ok-jung-hwa)